# Maestro dell'Annuncio ai pastori
Il Maestro dell'Annuncio ai pastori, o Maestro degli Annunci (fl. XVII secolo), è stato un pittore italiano attivo a Napoli, 1630-60 circa.

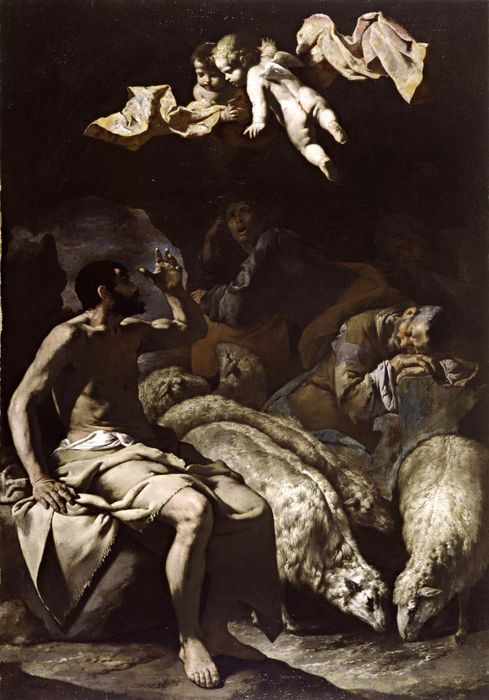
Anonimo, Annuncio ai pastori, 1630-31, Birmingham Museums and Art Gallery, Birmingham.

Lo stile dell'anonimo artista, uno dei più sensibili interpreti del naturalismo nell'ambiente della pittura ispano-napoletana di metà Seicento, si caratterizzò per le figure fortemente caratterizzate ed occupanti l'intero spazio della tela, da cui emergono in virtù di un marcato chiaroscuro.
L'anonimo pittore deve il suo nome alla tela raffigurante l’Annuncio ai pastori oggi conservata al Museo di Birmingham. Intorno all'opera, già attribuita a Diego Velázquez, venne raccolto un ricco catalogo di tele stilisticamente affini ma attribuite a varie personalità. Al corpus pittorico dell'anonimo, in maggior parte composto da tele raffiguranti proprio l'Annuncio ai pastori e scene bibliche, come la Rachele e Giacobbe (Palermo, Galleria Nazionale), sono stati aggiunti alcuni dipinti d'altare (Cristo deriso a Parigi, Louvre) e soggetti a mezza figura (Ragazza con lo specchio a New York, Metropolitan Museum of Art). All'ultima attività del maestro è forse da ricollegare la Natività di Maria (Castellammare di Stabia, chiesa di Santa Maria della Pace) in cui si avvicinò all'opera di Bernardo Cavallino. 
Nel 1923 il Mayer, ripreso successivamente da Roberto Longhi, propose di identificare il Maestro col brindisino Bartolomeo Bassante (attivo a Napoli entro la prima meta del XVII secolo); in alternativa a questa ipotesi sono stati proposti i nomi di Juan Do e Nunzio Rossi. Tuttavia, viste le poche certezze, si continua a mantenere la denominazione di Maestro dell'Annuncio ai pastori.

## Opere
- Adorazione dei Magi, Gallerie d'Italia - Napoli.